# Werner Schad
Werner Schad (Gross-Gerau, Alemania, 29 de enero de 1926 - Bariloche, Río Negro, Argentina, 2006) fue un lingüista, periodista, escritor y profesor nacido en Alemania nacionalizado argentino.
Tras la Segunda Guerra Mundial se doctoró en Filología, en la especialidad de lenguas románicas.
Comenzó a trabajar como periodista, y el Frankfurter Allgemeine Zeitung le envió como corresponsal a Venezuela, donde comenzó también su afición de explorador. Publicó numerosos artículos sobre viajes y política sudamericana.
En Madrid y Caracas aparecieron sus libros Indios, Pantanos y Selvas y Negros, Blancos, Fuego Tropical. Tras su traslado a Argentina, publicó cuatro libros sobre ríos de la Patagonia: Cruzando los Andes en canoa (1980), En canoa por ríos patagónicos (1981),  Los ríos más australes de la tierra (1983) y Por ríos y rápidos de la Patagonia (1992).
También editó un libro en esperanto, idioma del que fue un importante propagandista, y que enseñó durante muchos años en Bariloche. El título del libro es Kie diskriminacio justas (pri homoj, ŝtatoj kaj korupteco) (Donde la discriminación es justa (sobre hombres, estados y corrupción: ver un artículo resumen Korupteco: Putrantaj demokratioj en la revista Monato).
De acuerdo con informaciones periodísticas, Schad se dejó morir en la montaña, y su cuerpo fue encontrado el 27 de marzo de 2006.